# ルドルフ・バウムガルトナー
ルドルフ・バウムガルトナー（Rudolf Baumgartner、1917年9月14日 - 2002年3月22日）は、スイスの指揮者、ヴァイオリニストである。

## 経歴
1917年、チューリッヒで生まれた。初めはヴァイオリンを学び、チューリヒ音楽院、ウィーンでヴォルフガング・シュナイダーハンに、パリでカール・フレッシュに師事した。ソリストとして活動するとともに、室内楽の分野でもゲイヤー四重奏団などで活動していた。
1950年、ルツェルン音楽院の教授となり、1956年、シュナイダーハンとともにルツェルン音楽祭弦楽合奏団を組織して指揮者に就任した。1960年、ルツェルン音楽院院長に就任し、1968年から1980年までルツェルン音楽祭の音楽監督を務めた。
2002年3月、シエーナで没。